# Бернардинский костёл в Варшаве
Бернардинский костел в Варшаве — разрушенный костёл и монастырь бернардинцев XVI—XVII веков, расположенный в Варшаве в том месте, где сегодня проходит выезд с трассы WZ.

## История
Бернардинцы в Варшаве действовали с 1522 года, но только когда король Сигизмунд III дал им две тысячи золотых дукатов на строительство церкви, а Станислав Варшицкий, королевский казначей и Подляский воевода, — 10 тысяч польских злотых, строительство здания началось в 1609 году по плану Миколая Духновского, старшего королевского строителя.
Костёл был завершён и освящён в 1617 году.
Церковь св. Клара была построена в готико-ренессансном стиле, а в 1634 году строительство монастырских построек было завершено.
В церкви находились надгробия Зигмунта Казановского, камергера Короны, перенесённые в Собор Св. Яна и Станислава Варшицкого и его жена Зофия, урождённой Гурской, герба Наленч, что подтверждали надписи.
Церковь имела высокую колокольню, сады на склоне со стороны реки Вислы, а весь комплекс был окружён стеной. Помимо монахинь, монастырь принимал мирян, часто защищая их от наказания или публичной клеветы. Конгрегация бернардинцев в Варшаве также имела второй деревянный монастырь в Праге, который практически был ликвидирован после пражской резни в 1794 году.
В 1818 году монастырский комплекс был ликвидирован, а в 1819 году бернардинцы были переселены в Пшасныш. Церковь закрыли, а монастырь превратили в военные склады. В ноябре монастырь был превращён в консерваторию, а церковь — в концертный зал (Главное музыкальное училище).
В 1826 году музыкальный факультет Варшавского королевского университета был преобразован в Главное музыкальное училище.
Юзеф Эльснер был ректором консерватории, и она находилась здесь до 1831 года. Здесь учился и играл Фредерик Шопен.
После 1831 года здание монастыря было превращено в военные казармы, а в 1843 году было снесено. В 1844 году был завершён снос всего комплекса зданий, предназначенных для выхода, который затем был размечен по улице Новы Зязд, которая первоначально шла по виадуку Панцера в сторону Вислы и ул. Добра, а с 1864 г. — до моста Кербедь.